# De Zwijger (verzetsblad, Venray)
De Zwijger was een verzetsblad uit de Tweede Wereldoorlog, vanaf 1943 tot en met 8 oktober 1944 in Venray werd uitgegeven. Het blad verscheen dagelijks in een oplage van 1000 exemplaren. Het werd gestencild en de inhoud bestond voornamelijk uit nieuwsberichten.
Deze krant werd vervaardigd door de onderduikers, C. Aben, P. Nijssen en mr. P.J. Wintels met medewerking van de Landelijke Organisatie voor Hulp aan Onderduikers (LO) o.a. P. Schoester, A. Vermeulen, J. van den Bergh, F. Terwindt en kapelaan M. Kuepers. Vele anderen hielpen bij de verspreiding. Ook tijdens de oorlogshandelingen in Noord-Limburg, waarbij Venray zwaar verwoest werd en de bevolking in de kelders huisde werd het werk voortgezet.
Naast De Zwijger gaf men in opdracht van en in overleg met de LO een 'DAGELIJKS NIEUWSBULLETIN' uit. Toen de bevolking in oktober 1944 in zijn geheel moest evacueren werd De Zwijger in het reeds bevrijde Helmond legaal als weekblad uitgegeven om het contact tussen de verspreide Venrayers te onderhouden.